# Herbert Seifert
Herbert Seifert (Bernstadt a. d. Eigen, 27 maggio 1907 – Heidelberg, 1º ottobre 1996) è stato un matematico tedesco, conosciuto per i suoi contributi alla topologia.